# Монкла (Франция)
Монкла́ (фр. Moncla) — коммуна во Франции, находится в регионе Аквитания. Департамент — Атлантические Пиренеи. Входит в состав кантона Тер-де-Люи и Кото-дю-Вик-Бий. Округ коммуны — По.
Код INSEE коммуны — 64392.

## География

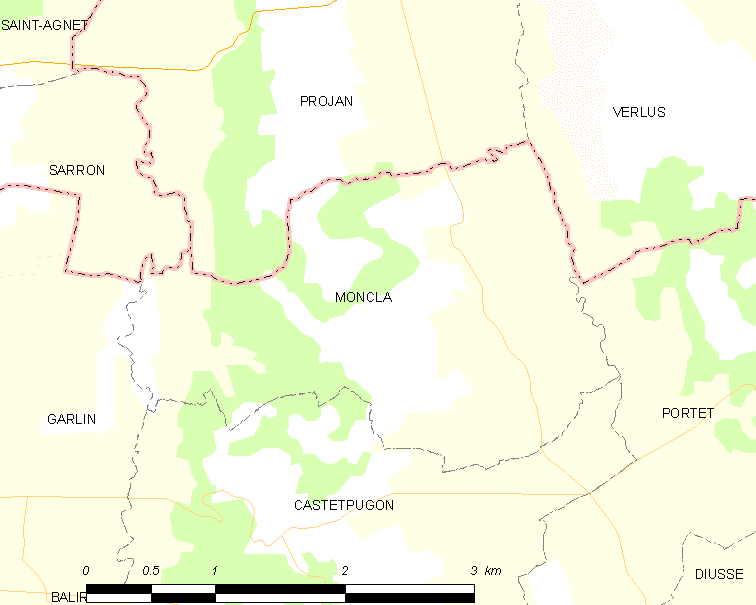
Карта коммуны

Коммуна расположена приблизительно в 620 км к югу от Парижа, в 145 км южнее Бордо, в 34 км к северу от По.
По территории коммуны протекает река Леес.

### Климат
Климат тёплый океанический. Зима мягкая, средняя температура января — от +5°С до +13°С, температуры ниже −10 °C бывают редко. Снег выпадает около 15 дней в году с ноября по апрель. Максимальная температура летом порядка 20-30 °C, выше 35 °C бывает очень редко. Количество осадков высокое, порядка 1100 мм в год. Характерна безветренная погода, сильные ветры очень редки.

## Население
Население коммуны на 2010 год составляло 102 человека.
| 1962 | 1968 | 1975 | 1982 | 1990 | 1999 | 2010 |
| ---- | ---- | ---- | ---- | ---- | ---- | ---- |
| 120  | 115  | 112  | 91   | 107  | 101  | 102  |

## Администрация
| Период | Период | Фамилия       | Партия | Примечания |
| ------ | ------ | ------------- | ------ | ---------- |
| 1995   | 2008   | Анри Банке    |        |            |
| 2008   | 2020   | Жан-Поль Лаор |        |            |

## Экономика
В 2010 году среди 62 человек трудоспособного возраста (15-64 лет) 38 были экономически активными, 24 — неактивными (показатель активности — 61,3 %, в 1999 году было 68,3 %). Из 38 активных жителей работали 38 человек (21 мужчина и 17 женщин), безработных не было. Среди 24 неактивных 6 человек были учениками или студентами, 9 — пенсионерами, 9 были неактивными по другим причинам.

## Достопримечательности
- Церковь Св. Стефана (XIX век)[4]
- Замок Монкла (XVII век)[5]

## Фотогалерея

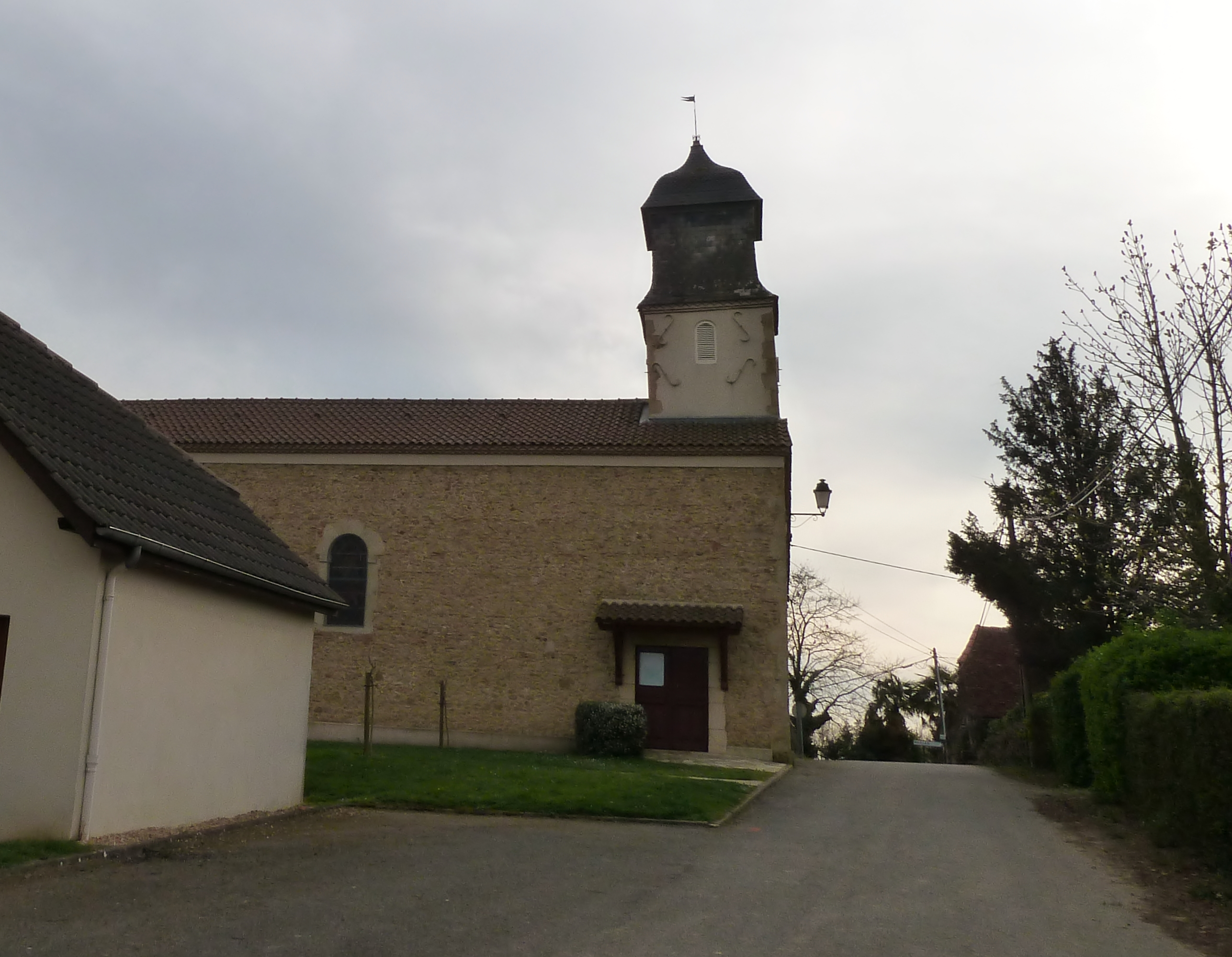
Церковь Св. Стефана
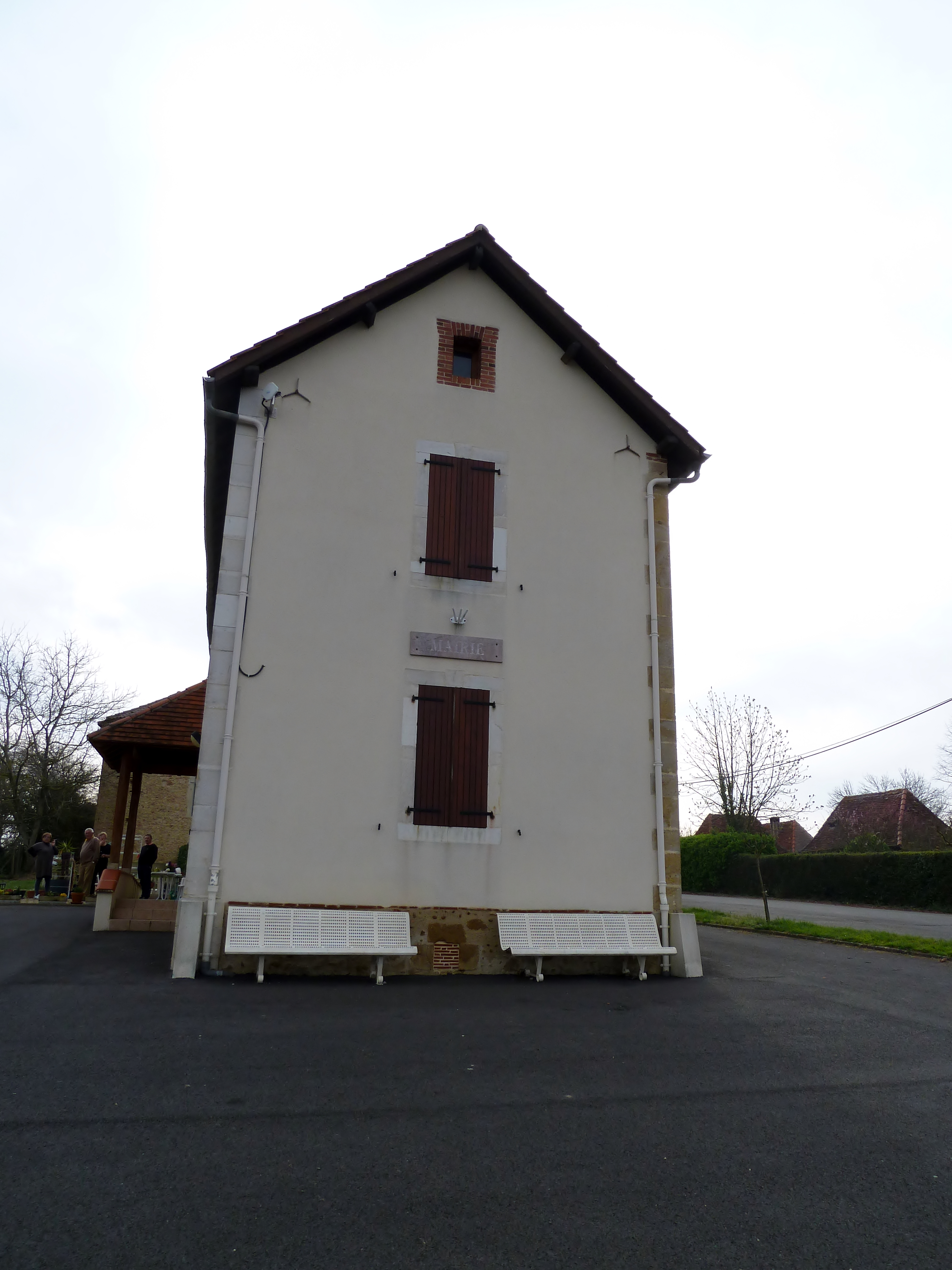
Мэрия
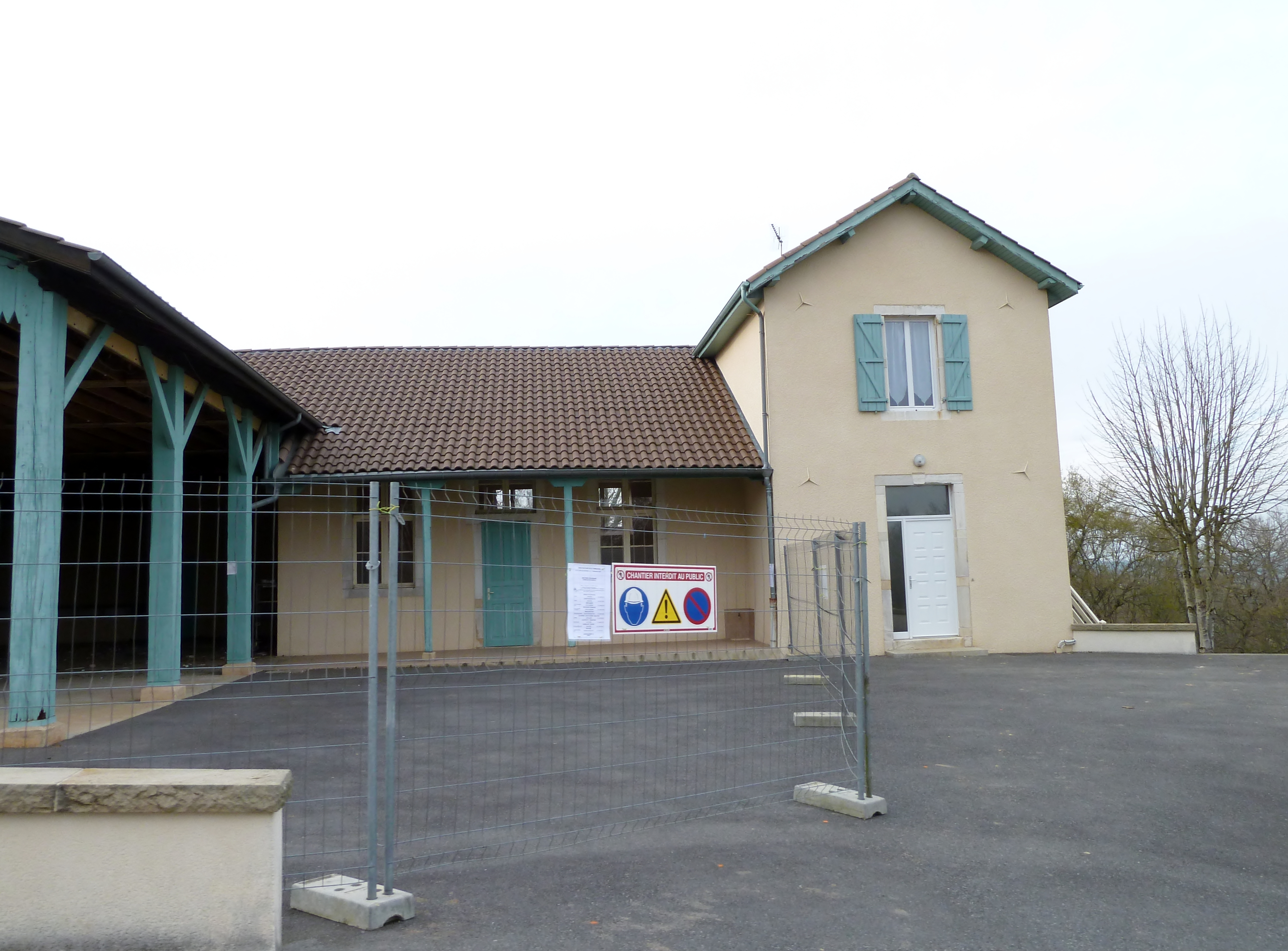
Школа
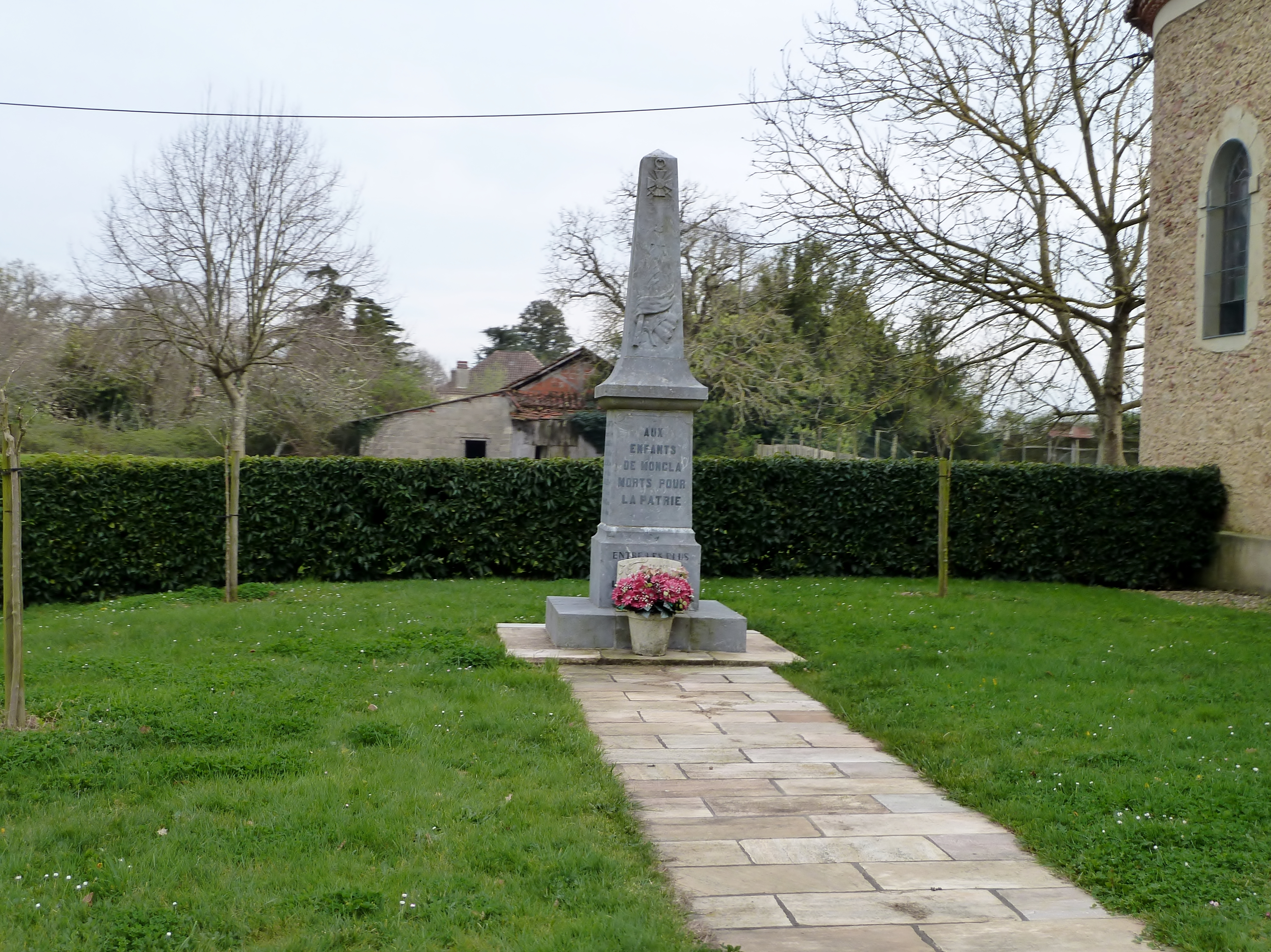
Военный мемориал
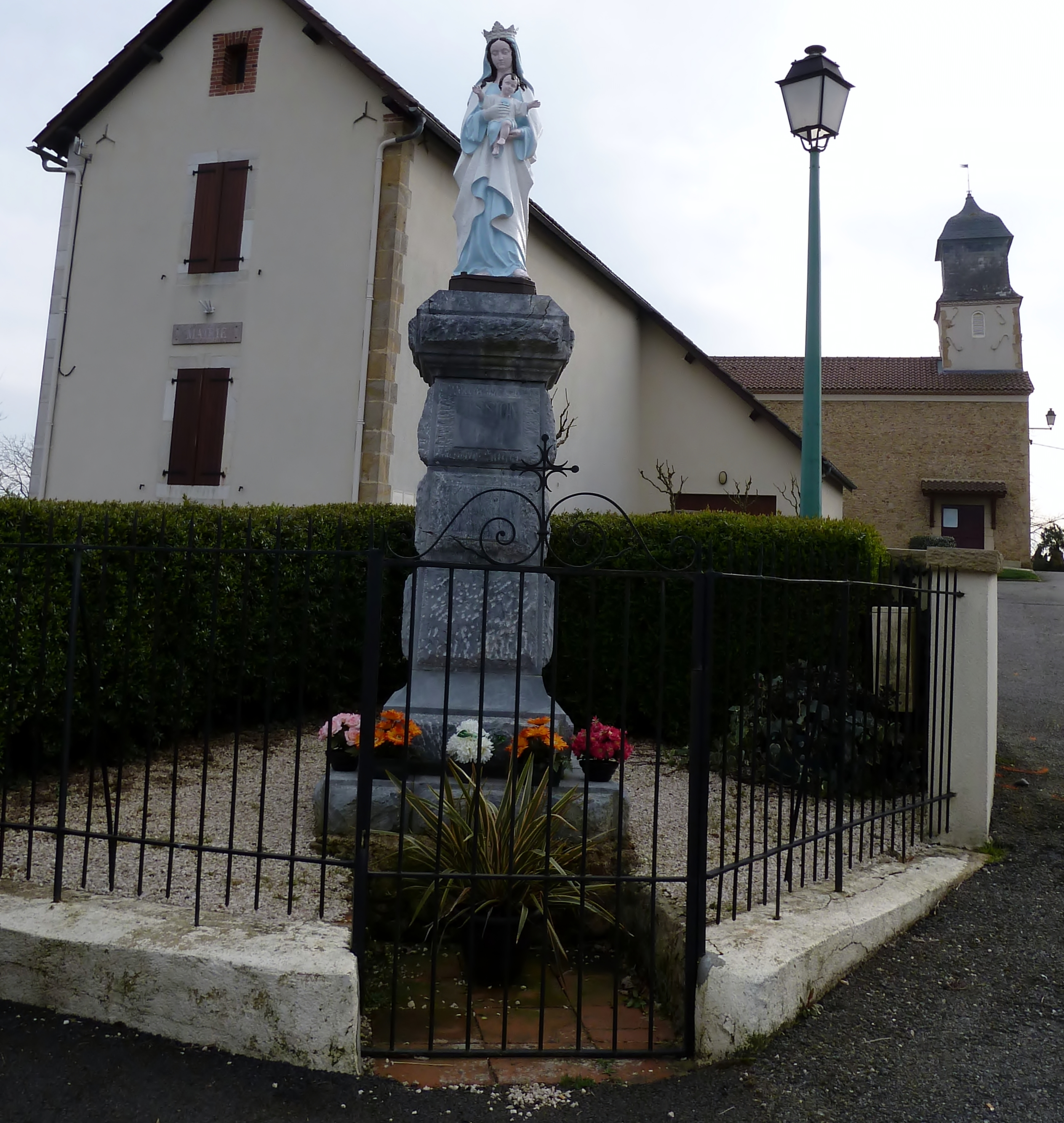
Статуя Богоматери